# Sebastiano Ricci
Sebastiano Ricci, původně psaný jako Rizzi (pokřtěný 1. srpna 1659 Belluno u Benátek – 15. květen 1734 Benátky) byl italský malíř, který dovedl benátskou barokní malbu až k počátkům rokoka. Zprostředkoval světelnost a barevnost malby Paola Veroneseho malířům vrcholného baroka, jmenovitě Giovannimu Battistovi Tiepolovi, kterým vrcholí benátský kolorismus.

## Životopisná data
Sebastiano Ricci se pravděpodobně narodil v roce 1659 ve městě Belluno u Benátek do chudé rodiny Livia Rizziho a jeho manželky Andreany. Asi jako třináctiletý odešel do Benátek, kde vstoupil do učení k Federico Cervellimu (1638–1699). Brzy však přestoupil do dílny Sebastiana Mazzoniho (1611–1678). Po jeho smrti odešel do Bologne. Byl to spíše útěk, neboť v Benátkách měl milostný vztah současně se dvěma mladými ženami, které s ním čekaly dítě, za což mu hrozilo vězení. Nepřekvapí proto, že se po příštích patnáct let do Benátek nevrátil. V Bologni pracoval u Giovanni Gioseffa dal Sole (1654–1719). Zde namaloval své první obrazy pro kostel San Giovanni dei Fiorentini (dnes ztracené). V prosinci 1685 odešel do Parmy, kde až do roku 1687 spolupracoval s malířem Ferdinandem Galli da Bibienou (1657–1743). V průběhu těchto dvou let dokončili freskovou výzdobu oratoře Madona del Seraglio v tamním kostele San Secondo. V Parmě pracoval nejen pro tamní kostely, ale také pro vévodu Ranuccia II. Farnese, pro kterého v Palazzo Farnese v Piacenze namaloval dva obrazy pro cyklus příběhů ze života papeže Pavla III. z rodu Farnese. Vévoda Ricciho velmi podporoval a umožnil mu cestu do Říma. Zde malíř od roku 1691 studoval především díla Pietra da Cortona a Giovanni Battistty Gaulliho. V roce 1688 se Ricci znovu oženil s dcerou malíře Giovanni Francesca Peruzziniho (1629–1694). Utekli spolu do Turína, kde uzavřeli sňatek. Ricci se tak stal bigamistou, neboť již v roce 1684 uzavřel v Benátkách manželství se sedmnáctiletou Antonií Marií Venanziovou, která byla jednou z výše zmíněných mladých Benátčanek, s nimiž měl milostný vztah. Byl odsouzen k trestu smrti, od jehož vykonání ho zachránila přímluva parmského vévody. Vypověděli ho tedy jen z Turína, kam se již nikdy natrvalo nevrátil. V roce 1694 však vévoda Farnese zemřel a Ricci začal cestovat po italských městech.

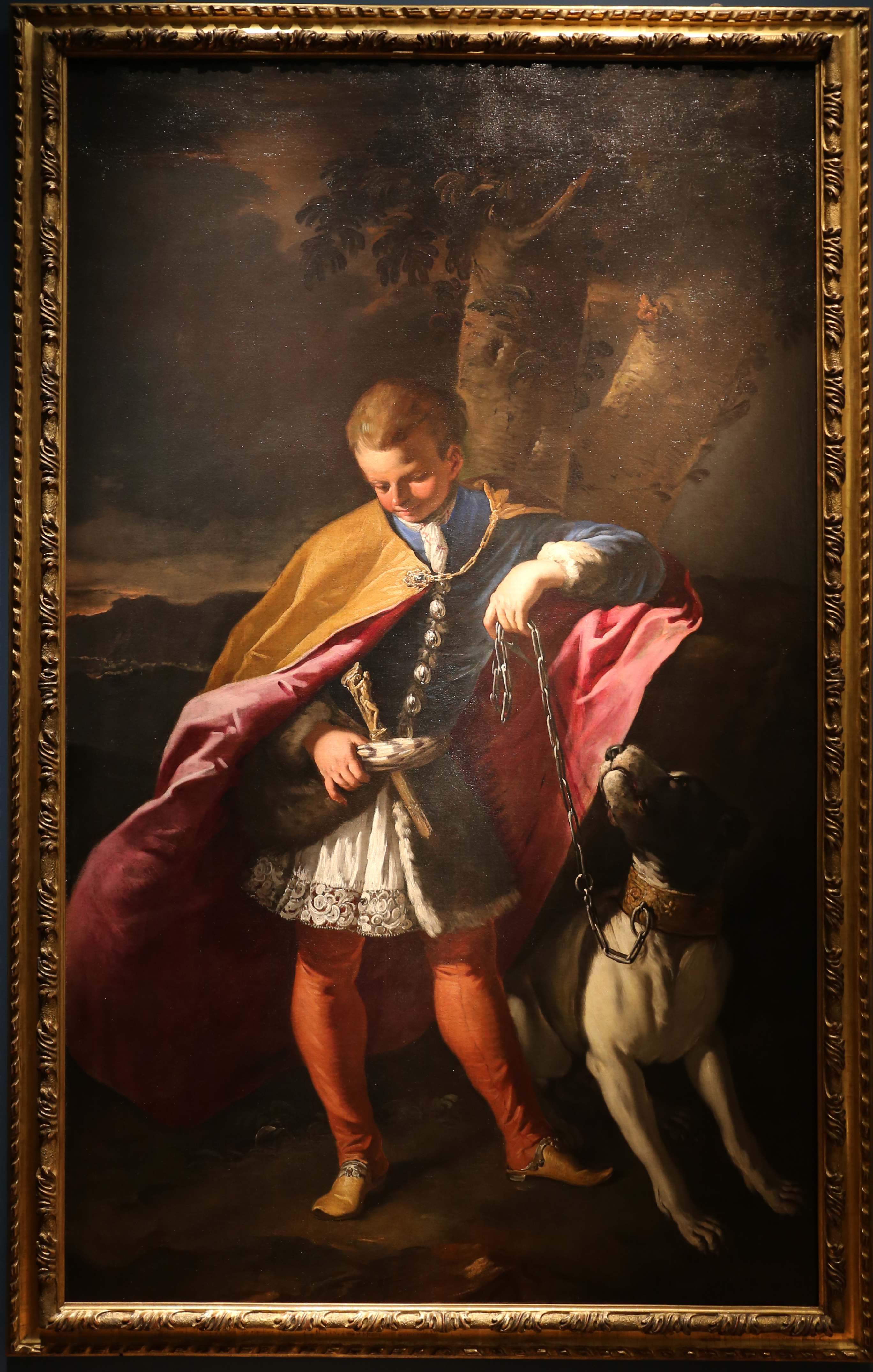
Michele Pagani jako turecký otrok adoptovaný markýzem Cesare Paganim (1696, místo neznámé)

V letech 1694 až 1696 Ricci pobýval v Miláně, kde mu markýz Cesare Pagani zprostředkoval objednávku na freskovou výzdobu kupole Cappella dell´Ossario v kostele San Bernardino alle Ossa. V té době pro Paganiho sbírku namaloval obrazy Herkules a Nessus a Portrét Michele Paganiho. V roce 1699 se Sebastiano Ricci vrátil do Benátek, kde pro kostel Santa Maria del Carmine namaloval kompozici se strážným andělem. V té době se stal již uznávaným a vyhledávaným malířem. Střídavě proto pracoval pro různé instituce v Římě, Florencii, Bergamu a Padově.

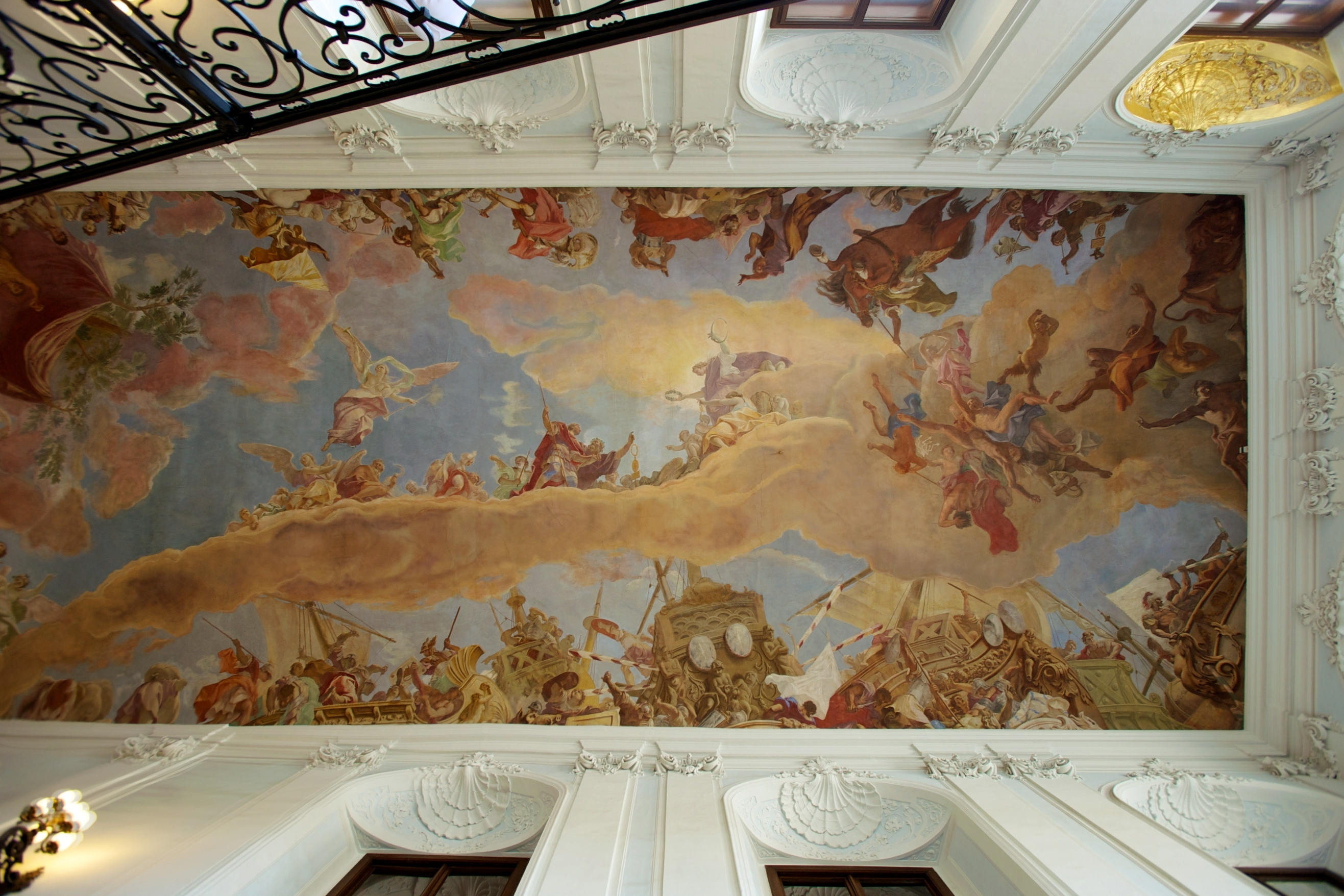
Princ vedený ctností a zásluhami na trůn (1702, centrální freska na stropě Zrcadlové síně později přebudované v Modré schodiště; zámek Schönbrunn, Vídeň)

V roce 1702 pozval císař Josef I. Habsburský Ricciho do Vídně, aby v zámku Schönbrunn vyzdobil freskou prostor dnes známý jako Modré schodiště. Na fresce je císař zpodobněn jako představitel všech ctností, jak kráčí ke korunovaci s vavřínovým věncem. Tuto centrální fresku doprovázejí dvě bitevní scény a dvě další fresky zaměřené na jednotlivé vladařovy ctnosti, jež ho měly povznést nad světská potěšení. Přes řadu poct, kterých se Riccimu ve Vídni dostalo, nepřestával pracovat i pro benátské objednavatele. Tříletý pobyt ve Vídni Riccimu umožnil seznámit se s nastupující rokokovou malbou. Do Benátek se Ricci vrátil v roce 1704, aby v blízkém Bellunu pracoval na freskách v Palazzo Fulcis a pro bergamskou katedrálu namaloval oltářní obraz. Ricciho ovlivnění rokokovou malbou vyvrcholilo během jeho pobytu ve Florencii, který se uskutečnil v letech 1706/07. Zde v pěti sálech Palazzo Marucelli provedl freskovou výzdobu na téma ctností a neřestí. Zajímavě působí především výzdoba v Herkulově sálu zobrazující scény z Hekulova života. Pro velkovévodu Cosima III. Medicejského v přízemí Palazzo Pitti Ricci spolu s Giuseppe Tonellim provedl freskovou výzdobu místností episodami z řecké mytologie. Po návratu do Benátek Ricci namaloval několik vrcholných děl, mezi něž patří Trůnící Madona s dítětem a s devíti světci pro kostel San Giorgio Maggiore a Alegorie slávy v Dóžecím paláci. V té době Ricci již pracoval za pomoci svého synovce Marca Ricciho (1676–1730), který vynikal především v krajinomalbě. Se strýcem spolupracoval již ve Florencii, kam je pozval toskánský velkovévoda.

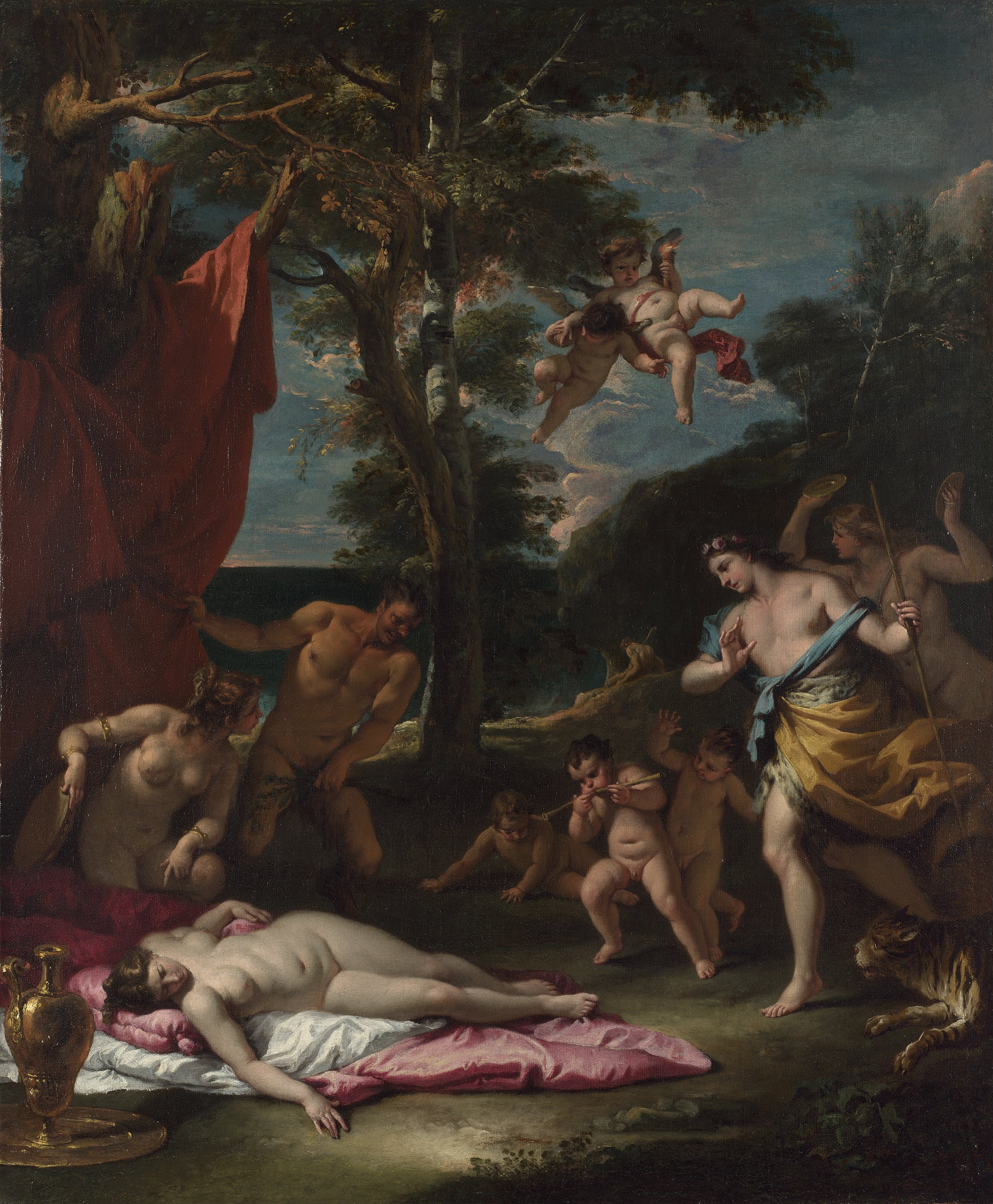
Bacchus a Ariadna (1713, Národní galerie v Londýně)

Nejpozději začátkem roku 1712 se Sebastiano Ricci vydal spolu se svým synovcem Marcem do Anglie, aby se zúčastnili soutěže na výzdobu právě dokončené londýnské katedrály sv. Pavla. Ač nakonec Ricciové v soutěži na výzdobu katedrály neuspěli, objednávka lorda Burlingtona na osm pláten s mytologickými náměty a nabídnutá odměna ve výši 770 liber oba malíře udržela v Londýně. Od roku 1713 začali pracovat také pro Julianu, hraběnku z Burlingtonu. Zakázka zahrnovala i obraz Bacchus a Ariadna (dnes v Národní galerii v Londýně). Pozdější variantu tohoto obrazu můžeme spatřit v pražské Národní galerii. Poté co v roce 1716 požár zničil Ricciho fresky namalované v residenci hraběte z Portlandu, strýc i synovec opustili Anglii.

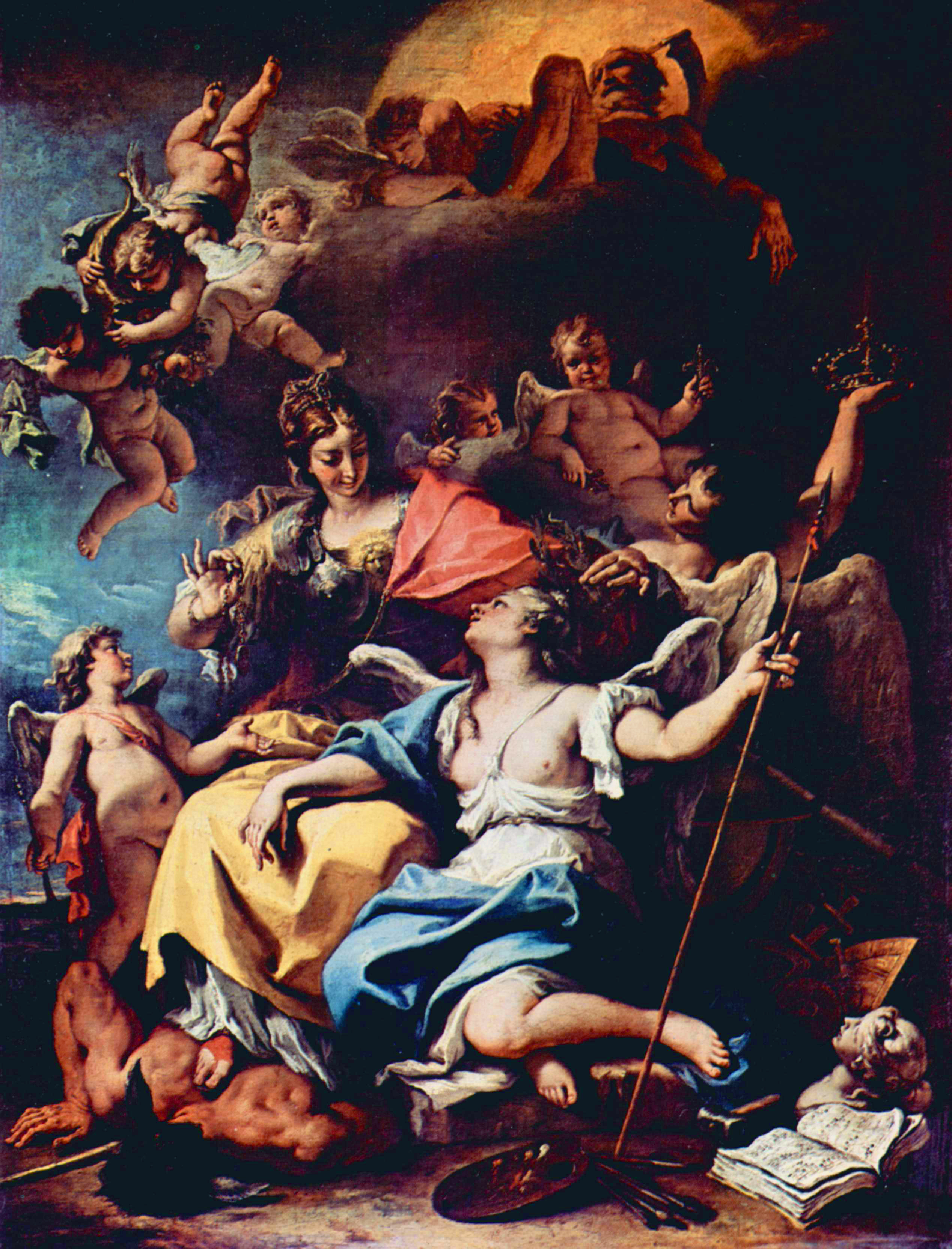
Triumf Moudrosti nad Nevědomostí (1717/18, Louvre, Paříž)

Při návratu do Benátek se zastavili v Paříži, kde 18. května 1718 bylo Sebastianovi Riccimu uděleno čestné členství v Královské akademii pro malířství a sochařství. Z té doby pochází i Ricciho alegorické plátno Moudrost vítězí nad Nevědomostí (dnes v pařížském Louvre). Během pobytu v Paříži se Sebastiano Ricci také setkal s Jeanem Antoinem Watteauem, jedním z vrcholných představitelů francouzského rokoka. V roce 1718 se Ricci vrátil do Itálie jako uznávaný malíř a bohatý Benátčan, který si mohl koupit prostorný dům v místě Procuratie Vecchie na San Marco. Ještě v tomtéž roce Ricci namaloval nejen obrazy objednané Marchesem Gabriellim, ale odjel i do rodného Belluna, kde freskami vyzdobil vilu Belveder pro biskupa Giovanniho Francesca Bemba. Na počátku 20. let 18. století podnikl Ricci spolu se svým synovcem Marcem ještě jednu cestu do Anglie, kam je pozval diplomat a obchodník Joseph Smith, pro kterého Sebastiano Ricci namaloval známý obraz Kristus a cizoložnice, jehož variantu známe i z Národní galerie v Praze. Po návratu do Benátek již v Itálii zůstal. Mimo jiné v letech 1724 až 1733 krátkodobě pobýval v Turíně, přestože od konce 80. let 17. století tam měl zákaz pobytu z výše zmíněného důvodu. V tamním paláci savojského vévody provedl výzdobu palácových prostor výjevy ze Starého zákona. Od roku 1730 Sebastiano Ricci pracoval na zakázkách pro kostel Gesuati, pro kostel sv. Kosmy a Damiána a pro benátský kostel San Rocco. Poslední plátno, které Ricci dokončil před svou smrtí, bylo Nanebevzetí Panny Marie, jež bylo určeno pro chrám sv. Karla Boromejského ve Vídni. Malířův zhoršující se zdravotní stav nezlepšila ani provedená operace (snad močových kamenů). Sebastiano Ricci zemřel 15. května 1734 v Benátkách.

## Umělecká tvorba
Sebastiano Ricci byl malířem s širokou zkušeností získanou v rámci cest Evropou, kterou spojil s benátskou tradicí vrcholné renesance. Od počátku 18. století jeho malby překypovaly pohybem a krásou založenou na dílech barokních malířů i vrcholně renesanční malbě Antonia Correggia.

### Nástěnné malby

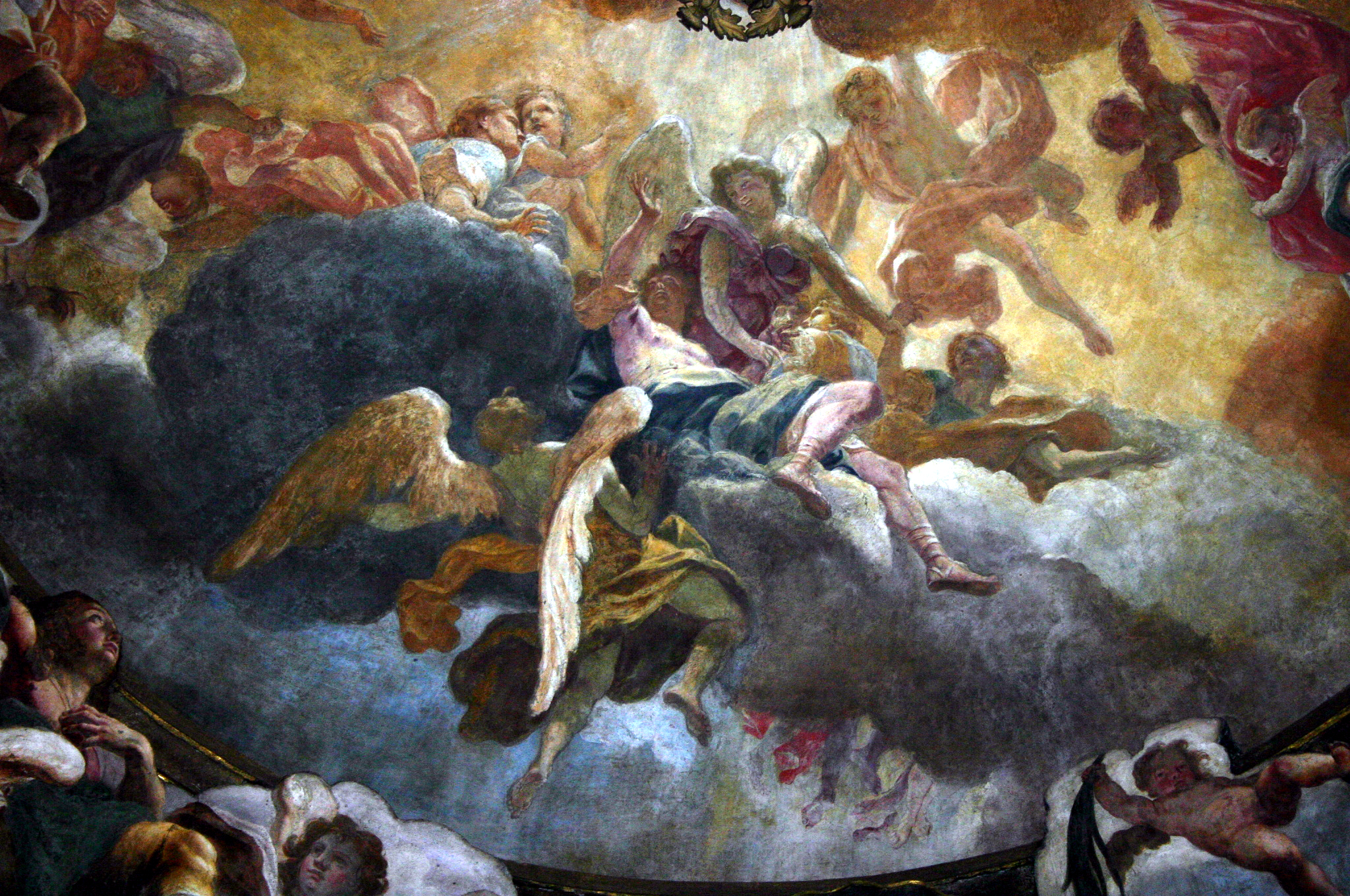
Detail freskové výzdoby kopule Cappella dell´Ossario; kostel San Bernardino alle Ossa, Milán)

Významnou část malířské tvorby Sebastiana Ricciho představují fresky. Z období jeho tvorby před rokem 1700 vynikají fresky namalované v kopuli kaple (kostnice) v milánském kostele San Bernardino alle Ossa. Fresky, které zobrazují Výstup duší z očistce do nebe a v pendativech čtyři Apoteózy svatých, byly dokončeny v listopadu 1695. Další významné fresky namaloval ve Vídni (zámek Schönbrunn) v letech 1703/05. Po návratu do Itálie freskami vyzdobil kostely v Benátkách a v rodném Bellunu, avšak dalším vrcholem jsou malířovy fresky v pěti místnostech florentského Palazzo Marucelli (1705/07). V prvních dvou místnostech fresky znázorňují Vítězství míru nad válkou a Vítězství ctnosti nad zlozvykem. V dalších dvou místnostech fresky zobrazují Triumf cudnosti nad vášní a Triumf moudrosti nad nevědomostí. V páté místnosti freska vyjadřuje Povinnost hrdiny. Přibližně ve stejné době Ricci namaloval dekorativní fresky v Paláci Pitti, včetně vyobrazení Aurora a Kefalos. V Anglii k tomu přibyl cyklus nástěnných maleb s výjevy ze života Krista určený pro 1. vévodu z Portlandu (kaple v Bulstrode House) či freska Vzkříšení Krista v kapli nemocnice v Chelsea.

### Obrazy

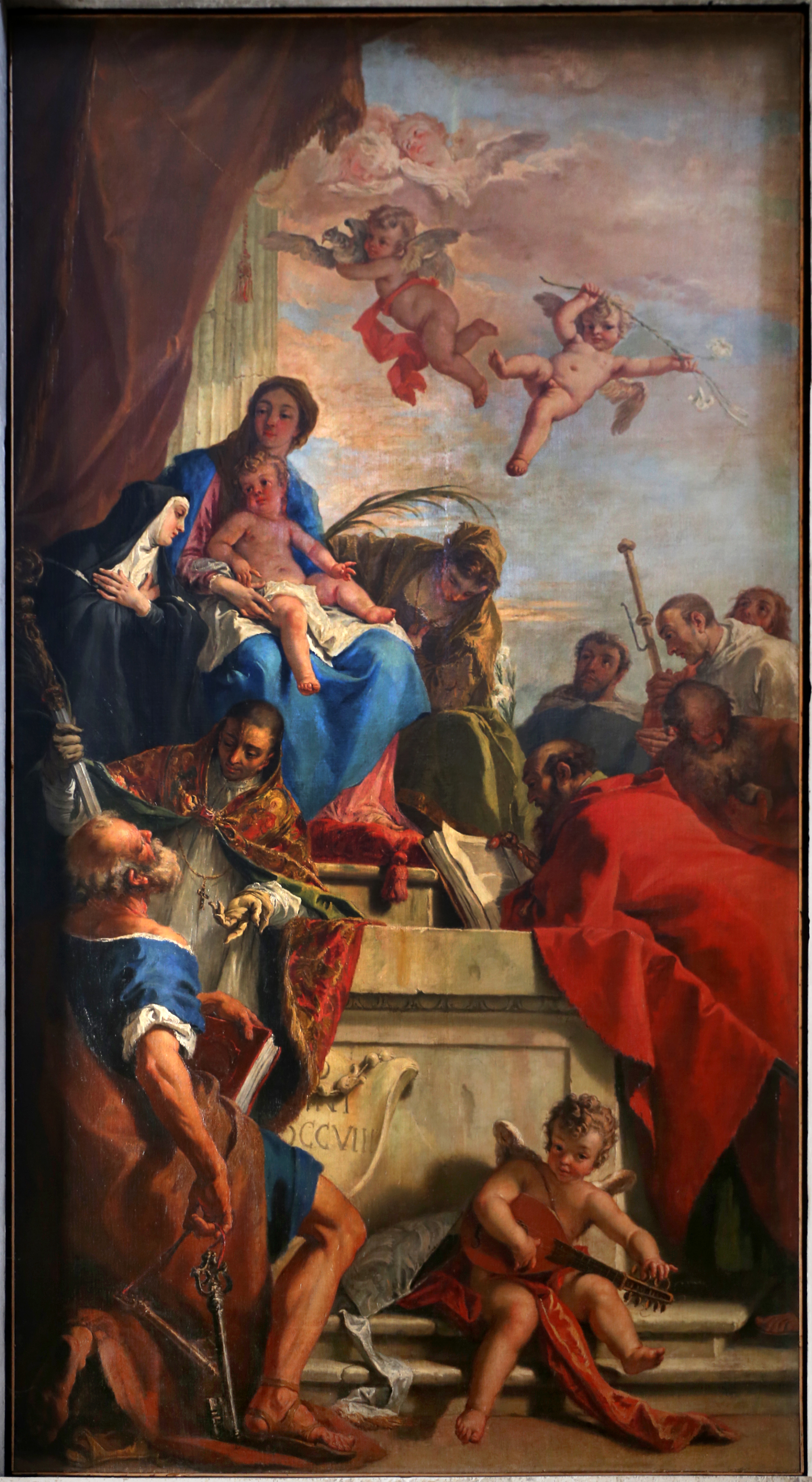
Trůnící Madona s dítětem a devíti světci (1708, kostel San Giorgio Maggiore, Benátky)

Po návratu z Florencie v roce 1708 Sebastiano Ricci signoval své mistrovské dílo nazvané Trůnící Madona se světci. Rozměrné plátno bylo určené pro kostel San Giorgio Maggiore, který navrhl architekt Andrea Palladio v letech 1559/65. Ricci na obraze prokázal znalost malířských děl mistrů 16. století jako byl Paolo Veronese, Antonio Allegri da Correggio a Annibale Carracci. K barevnosti děl těchto malířů Ricci přidal znalost rokoka, kterou si přivezl jak z Vídně, tak i z Florencie, a doplnil dramatickou obrazovou kompozici.

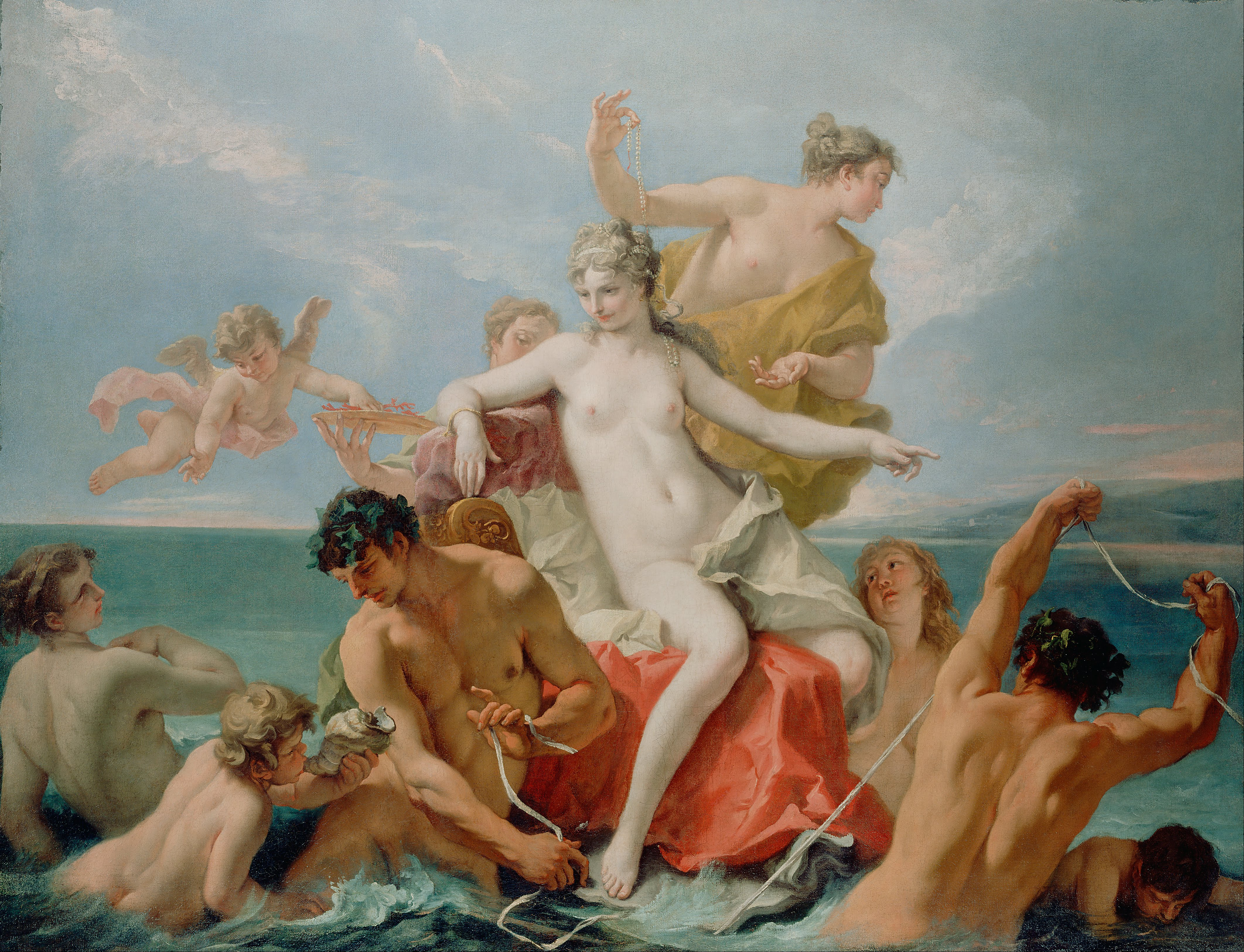
Triumf Venuše vynořující se z moře (asi 1713, Getty Center, Los Angeles, USA)

Příklon Sebastiana Ricciho k rokokové malbě je ještě více patrný na obraze Triumf Venuše vynořující se z moře namalovaném v době malířova pobytu v Anglii. Obraz je syntézou benátského kolorismu se severským klasicismem. K rokokovému charakteru obrazu přispěl i zvolený námět – láska a její proměnlivost v osobě božské Venuše. Rokokové je i použití barevných pastelových odstínů, kterými Ricci vyjádřil prchavé okamžiky Venušina triumfu. Pro rokokový charakter malby svědčí také štíhlost jednotlivých postav a jejich výrazná gesta. Obrazy z této doby dokládají změnu malířovy práce se světlem a koloritem jednotlivých obrazů pocházejících z uvedené doby. Začal používat odstíny modré, šedozelené a stříbrné barvy. Nevyužíval techniku šerosvitu, ale v případě obrazu Klanění tří králů ho nahradil valéry hnědé barvy, jak je před ním používali Tizian a Tintoretto. Do svých maleb tak integroval nejen zkušenosti svých současníků, ale využil i technik italských malířů 16. století. Sebastiano Ricci, který původně vycházel z Veroneseho malby, na základě pozdějších zkušeností prosadil nový ideál založený na jasné a bohaté barevnosti, čímž připravil cestu malířům benátského rokoka, jmenovitě Giovanni Battistu Tiepolovi a Giovanni Battistovi Piazzettimu (1682–1754).

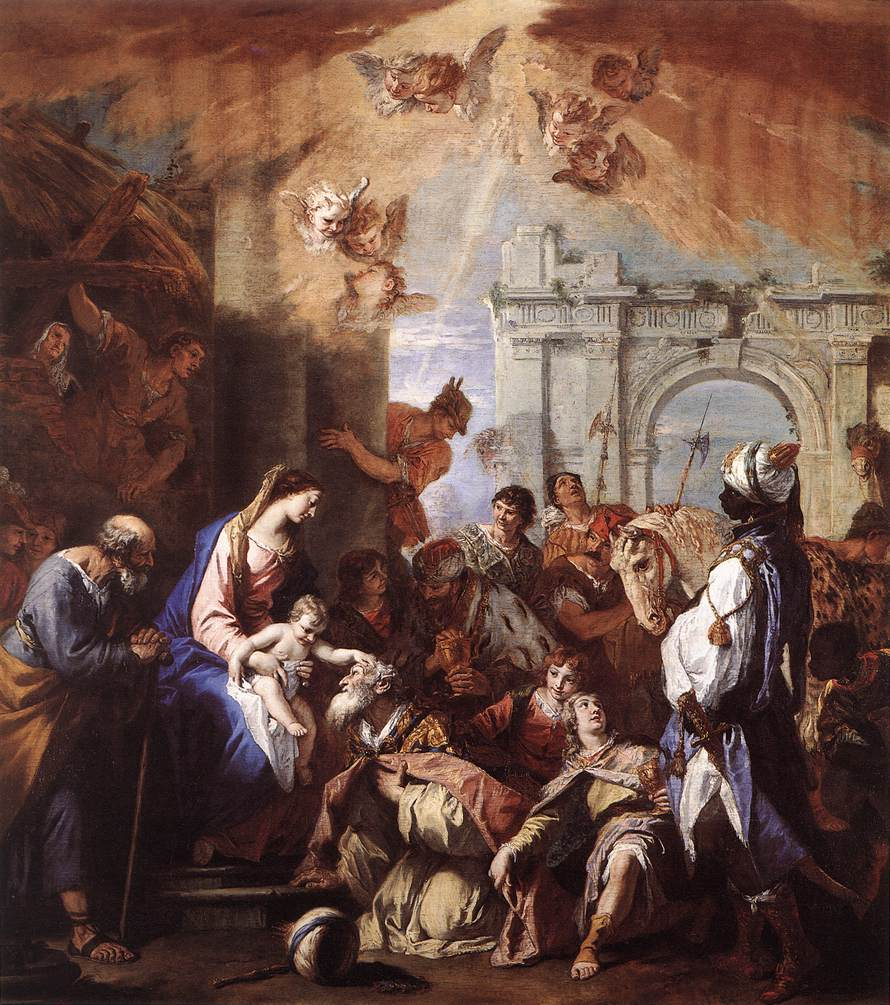
Klanění tří králů (1727/30, hrad Windsor, Berkshire, V. Británie)

V českých sbírkách je dílo Sebastiana Ricciho zastoupené několika obrazy, ale také kresbou a grafikou. Mezi nejznámější obrazy připisované Sebastiano Riccimu patří v pražské Národní galerii vystavené plátno Nanebevzetí Panny Marie (1733/34), ve kterém malíř čerpal ze stejnojmenného Tizianova obrazu v benátském kostele Santa Maria Gloriosa dei Frari. Pražský obraz je variantou rozměrného oltářního obrazu namalovaného Riccim pro kostel sv. Karla Boromejského ve Vídni. V Národní galerii v Praze se dále nacházejí obrazy Pokušení Krista (1720/30), Cizoložnice před Kristem (1720/25) a Bacchus a Ariadna (1725?). Poslední z uvedených obrazů nese i Ricciho signaturu a v roce 1988 posloužil jako námět známkového tiskového listu vydaného Českou poštou ke Světové výstavě poštovních známek. Ve Strahovské obrazárně v Praze je vystaveno plátno Sv. František naslouchá hudbě nebeských chórů (po 1700). Ve vlastnictví Moravské galerie v Brně jsou obrazy Pan a Syrinx (1712/13) a Povolání Cincinnata (po 1707). V Moravské galerii dále nalezneme také dvě kresby připisované historiky umění Sebastianu Riccimu, a to Mužský akt a Stojící ženská postava. Národní galerie v Praze také vlastní perokresbu s názvem Nalezení Mojžíše, kterou však historici umění považují za práci Ricciho žáka. Na zámku v Buchlovicích jsou ke spatření dvě rytiny provedené podle Ricciho obrazových motivů. Je to lept Sv. Řehoř oroduje za duši řeholníka v očistci provedený Francescem Montebassanem v 1. polovině 18. století a mědiryt Královna Ester se klaní před králem Achašvérošem, zhotovený Pietro Monacem v 60. letech 18. století.

### Kresby a grafické listy

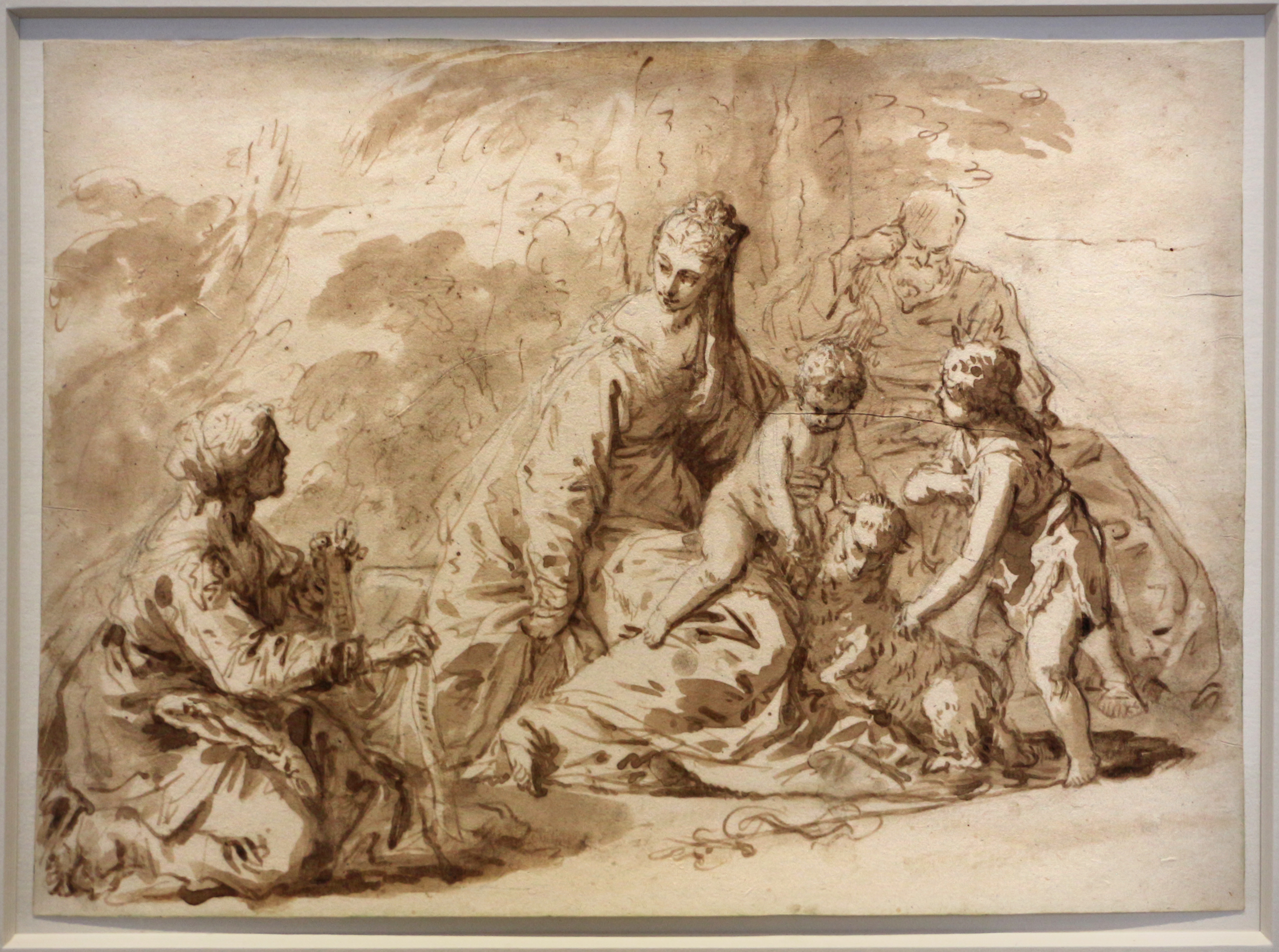
Svatá rodina s malým Janem Křtitelem (Album kreseb S. Ricciho (1706–1725); Kabinet kreseb, Gallerie dell´Accademia, Benátky)

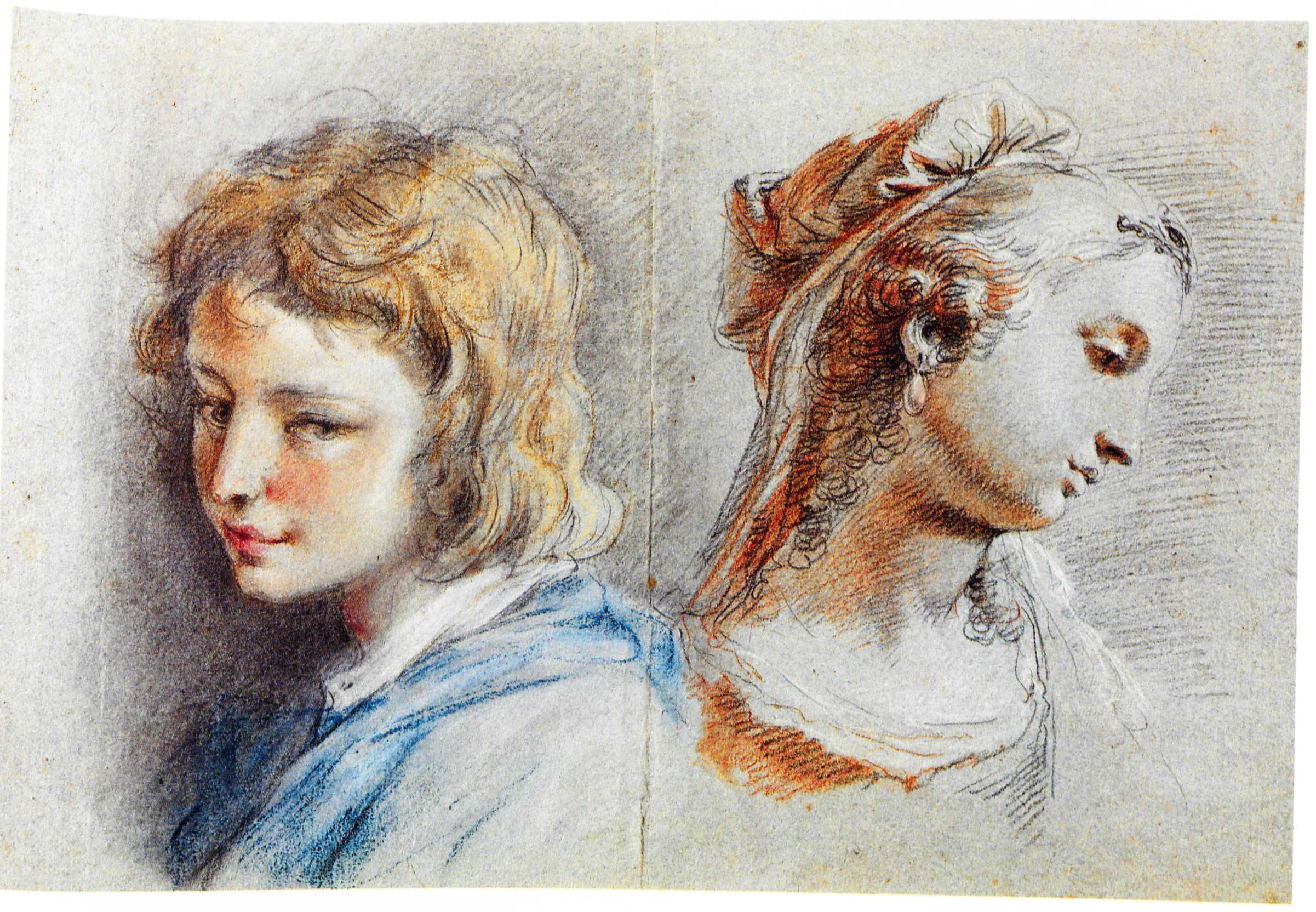
Dvě hlavy (vyobrazení ze sbírky konzula Smithe; královská knihovna, hrad Windsor, Berkshire, V. Británie)

Sebastiano Ricci maloval řadu kreseb, skic a podkladů pro grafické listy. Dokladem toho jsou dvě důležité sbírky kreseb nacházející se v Kabinetu kreseb benátské Gallerie dell´Accademia obsahující 134 listů. Druhou sbírku tvoří 211 listů nacházejících se v Královské sbírce na hradě Windsor. Ke vzniku windsorské sbírky významně přispěl Joseph Smith, bankéř, filantrop a anglický konzul v Benátkách, který pozval Sebastiana Ricciho a jeho synovce Marca ke druhému pobytu v Anglii. Byla to také on, kdo později pomáhal Canalettovi při získávání malířských zakázek pro anglickou klientelu.

## Umělecko-historický význam malířského díla Sebastiana Ricciho
Sebastiano Ricci byl jedním z prvních benátských malířů, který po morové epidemii, jež postihla Benátky v roce 1630 a vedla k jejich hospodářskému úpadku, umožnil svou tvorbou další rozvoj barokního malířství ve městě na laguně. Současně vnesl do benátské malby 18. století rokokové prvky, se kterými se setkal během svých pobytů na evropských dvorech. Tím otevřel cestu k přijetí rokokové malby nejen v Benátkách, ale i v celé severní Itálii.